# 海美壳虫
海美壳虫（学名：Euchitonia aequipondata）为孔盘虫科美壳虫属的动物。在中国，分布于东海等海域。